# Bravo Tours A/S

Bravo Tours logotyp.

Bravo Tours A/S är ett danskt charterbolag med huvudkontor i Herning och säljkontor i Köpenhamn. Bolaget bildades 1998 av Peder Hornshøj och Henrik Søndergaard. De första chartergästerna kom på plats 1999.
År 2007 hade bolaget cirka 135 000 gäster vilket gör charterbolaget till bland de största i Danmark. Den positiva utvecklingen medförde att tidningen Dagbladet Børsen år 2006 tilldelade Gazelle-priset till Bravo Tours.
År 2005 etablerade islänningen Andri Ingolfsson, Primera Travel Group, en skandinavisk resekoncern bestående av Bravo Tours från Danmark, Solresor från Sverige, Solia från Norge, Heimsferdir och Terra Nova från Island, Matka-vekka  och Lomamatkat från Finland, Budget Travel från Irland och flygbolag Primera Air.
Bravo Tours arrangerade från början uteslutande traditionella resor till medelhavsområdet men har sedan dess utvecklat sin utbud. 2008-säsongen arrangeras resor till destinationer i Spanien, Turkiet, Grekland, Cypern, Bulgarien, Malta, Portugal, Egypten, Tunisien, Thailand, Kina samt ett par andra länder i Afrika och Asien.